# 1934年ノルディックスキー世界選手権
1934年ノルディックスキー世界選手権大会は1934年2月20日から2月25日までの6日間、スウェーデン、ソレフテオー（Sollefteå）で開催されたノルディックスキーの世界選手権。5種目（クロスカントリースキー3種目、ノルディック複合1種目、スキージャンプ1種目）が行われた。

## 競技結果

### クロスカントリースキー

#### 男子18km
1934年2月22日
| 順位 | 国・地域     | 氏名                       | 記録          |
| ---- | ------------ | -------------------------- | ------------- |
| 金   | フィンランド | スロ・ヌルメラ             | 1時間04分29秒 |
| 銀   | フィンランド | ヴェリ・サーリネン         | 1時間05分35秒 |
| 銅   | フィンランド | マルッティ・ラッパライネン | 1時間06分08秒 |
| 4    | スウェーデン | アーサー・ヘッグブラ       | 1時間06分10秒 |
| 5    | フィンランド | クラウス・カルッピネン     | 1時間06分15秒 |
| 6    | ノルウェー   | オッドビョルン・ハーゲン   | 1時間06分51秒 |

#### 男子50km
1934年2月24日
| 順位 | 国・地域     | 氏名                       | 記録          |
| ---- | ------------ | -------------------------- | ------------- |
| 金   | スウェーデン | エリス・ウィクルン         | 4時間06分43秒 |
| 銀   | スウェーデン | ニルス＝イェル・イングルン | 4時間07分41秒 |
| 銅   | フィンランド | オッリ・レメス             | 4時間08分05秒 |
| 4    | スウェーデン | アーサー・ヘッグブラ       | 4時間12分56秒 |
| 5    | スウェーデン | ジョン・ウィックストローム | 4時間12分59秒 |
| 6    | スウェーデン | ヘリエ・ウィックストローム | 4時間13分40秒 |

#### 男子リレー
1934年2月25日
- ドイツはノルディックスキー世界選手権で初のメダルとなる銀メダルを獲得した。

銀メダルはスウェーデンとノルウェーが争っていたがアンカーのアーサー・ヘッグブラとオッドビョルン・ハーゲンがともにコースを間違えて約10分タイムをロス、この間にドイツのアンカーヘルベルト・レオポルトが両者を抜いて2位となった。ゴール前でヘッグブラがハーゲンを振り切り銅メダルを獲得した。
| 順位 | 国・地域     | 氏名                                                                                              | 記録          |
| ---- | ------------ | ------------------------------------------------------------------------------------------------- | ------------- |
| 金   | フィンランド | スロ・ヌルメラ クラウス・カルッピネン マルッティ・ラッパライネン ヴェリ・サーリネン               | 2時間40分28秒 |
| 銀   | ドイツ国     | ヴァルター・モッツ ヨーゼフ・シュライナー ヴィリー・ボグナー・シニア ヘルベルト・レオポルト       | 2時間51分23秒 |
| 銅   | スウェーデン | アラン・カールソン ラーシュ＝テオドル・ヨンソン ニルス＝イェル・イングルン アーサー・ヘッグブラ   | 2時間53分07秒 |
| 4    | ノルウェー   | ラーシュ・ベルゲンダール オラフ・ホフスバッケン ハンス・ヴィンヤレンゲン オッドビョルン・ハーゲン |               |
| 5    | ポーランド   | ブロニスワフ・チェコ スタニスワフ・カルピエル アンドルツェイ・マルサシュ スタニスワフ・マルサシュ |               |

### ノルディック複合

#### 個人 （K70/18km）
1934年2月20日
| 順位 | 国・地域     | 氏名                     | 記録   |
| ---- | ------------ | ------------------------ | ------ |
| 金   | ノルウェー   | オッドビョルン・ハーゲン | 441.90 |
| 銀   | ノルウェー   | スヴェレ・コルテルド     | 427.50 |
| 銅   | ノルウェー   | ハンス・ヴィンヤレンゲン | 416.70 |
| 4    | ノルウェー   | オーレ・ステネン         | 410.20 |
| 5    | フィンランド | ラウリ・ヴァロネン       | 400.60 |
| 6    | ノルウェー   | オラフ・ホフスバッケン   | 397.15 |

### スキージャンプ

#### 個人
1934年2月20日
| 順位 | 国・地域     | 氏名                       | 記録  |
| ---- | ------------ | -------------------------- | ----- |
| 金   | ノルウェー   | クリスティアン・ヨハンソン | 228.5 |
| 銀   | ノルウェー   | アルネ・ホブデ             | 225.0 |
| 銅   | スウェーデン | スヴェン・セロンイェル     | 223.1 |
| 4    | フィンランド | ラウリ・ヴァロネン         | 222.8 |
| 5    | スウェーデン | オッレ・ヴィケン           | 221.0 |
| 6    | ノルウェー   | トリーヴェ・エディン       | 220.2 |

## 国別獲得メダル数
| 順 | 国・地域     | 金 | 銀 | 銅 | 計 |
| -- | ------------ | -- | -- | -- | -- |
| 1  | ノルウェー   | 2  | 2  | 1  | 5  |
| 2  | フィンランド | 2  | 1  | 2  | 5  |
| 3  | スウェーデン | 1  | 1  | 2  | 4  |
| 4  | ドイツ国     | 0  | 1  | 0  | 1  |